# Massarina lacertensis
Massarina lacertensis är en svampart som beskrevs av Kohlm. & Volkm.-Kohlm. 1991. Massarina lacertensis ingår i släktet Massarina och familjen Massarinaceae.   Inga underarter finns listade i Catalogue of Life.